# 크로우즈 익스플로드
《크로우즈 익스플로드》(일본어: クローズ EXPLODE, 영어: Crows Explode)는 일본에서 제작된 토요타 토시아키 감독의 2014년 액션 영화이다. 히가시데 마사히로 등이 주연으로 출연하였다. 이 영화는 2014년 4월 12일 일본에서 개봉되었다.

## 출연

### 주연
- 히가시데 마사히로
- 사오토메 타이치
- 카츠지 료
- 겐조

### 조연
- 야모토 유마
- 오쿠노 에이타
- 엔도 유야
- 카키자와 하야토
- 야나기 슌타로
- 후카미 모토키
- 노가에 슈헤이
- 조이
- 야베 쿄스케
- 타카하시 츠토무
- 아사미 레이나
- 타카오카 사키
- 이타오 이츠지
- 이와타 타카노리
- 나가야마 켄토
- 야기라 유야
- 히로세 스즈
- 에리
- 우에마츠 다이스케
- 카사마츠 쇼
- 후지키 오사무

## 기타
- 원작자: 타카하시 히로시

## 홈 미디어
2014년 10월 22일 일본에서 블루레이와 DVD로 출시되었고 스탠더드와 프리미엄 에디션으로 판매되었다.